# Klout
Klout war ein in San Francisco beheimatetes Unternehmen (Klout Inc.), welches auf der Grundlage der Analyse von sozialen Netzwerken (zum Beispiel: Twitter und Facebook) ein Rating von Nutzern erstellte (Einfluss).
Es handelte sich somit um einen weitgehend vollautomatischen elektronischen Dienst zur Messung des Online-Einflusses (Quantitativ, nicht qualitativ) von Personen. Die Algorithmen, nach denen Klout den Einfluss einer Person erstellt, waren nicht öffentlich.
Seit 2014 ist Klout im Besitz von Lithium Technologies.
Im Mai 2018 gab Klout bekannt, dass es zum 25. Mai 2018 seinen Betrieb einstellen würde. Die Schließung sei schon länger geplant gewesen und durch das Inkrafttreten der Datenschutz-Grundverordnung beschleunigt worden.

## Klout Score
Die Skala von Klout (Klout Score) reichte von 1 bis 100 und sollte den „Online-Einfluss“ einer Person wiedergeben und dokumentieren (Höchstwert 100). Beispiel: Barack Obama hatte einen Klout Score von 99. Der durchschnittliche „Klout Score“ lag nach Angaben der Klout-Webseite bei 40.

## Methode
Klout wertete unter anderem angeblich die Freundeszahl, die Aktivitäten und Anzahl der Weiterempfehlungen in unterschiedlichen sozialen Netzwerken aus. Je weniger Aktivitäten und je geringer die Reaktion auf diese Aktivitäten, umso geringer fiel der Klout-Score aus.
Zeitweise wurde diskutiert, inwieweit Suchmaschinen in Zukunft Klout als Relevanzgeber auch für die eigenen Scores heranziehen werden.
Microsoft hatte im September 2012 das Bewertungssystem von Klout in Bing integriert. Rechts neben den Suchergebnissen wurden seither Personen angezeigt, die sich mit dem gesuchten Thema potentiell besonders gut auskannten und zudem einen hohen Klout Score aufwiesen.

## Klout Perks
Klout Perks waren Belohnungen für soziale Aktivitäten. Interessierte Unternehmen konnten besonders attraktive Anwender mit Spezialangeboten beschenken und wollten vermutlich auf diesem Weg vom hohen sozialen Status dieser Anwender im Internet profitieren. Diese Angebote richteten sich vor allem an Anwender in den USA. Um Klout Perks zu erhalten, musste der Anwender Klout seine Adresse bekanntgeben.

## Kritik
- Durch die Messung der Quantität der Aktivitäten in sozialen Netzwerken durch Klout würde die Qualität weitgehend außer Acht gelassen.[10]
- Klout maß auch den Score von nicht angemeldeten Personen.[11]
- Durch Klout wurden auch nichtexistente Personen (Pseudonym), sofern diese im Netz erscheinen, bewertet. Eine Pseudepigraphie wurde von Klout nicht erkannt. Die Anmeldung bei Klout erfolgte einzig mit einer funktionierenden E-Mail-Adresse, welche jedoch nicht personenbezogen verifiziert wurde.
- Aufgrund der unbekannten Wertungen sowie der Ausrichtung vor allem auf das englischsprachige Netz, solle Klout nicht repräsentativ für den realen Einfluss einer Person in der Internet-Gemeinschaft gewesen sein.[8]